# Aikikai hombu dojo

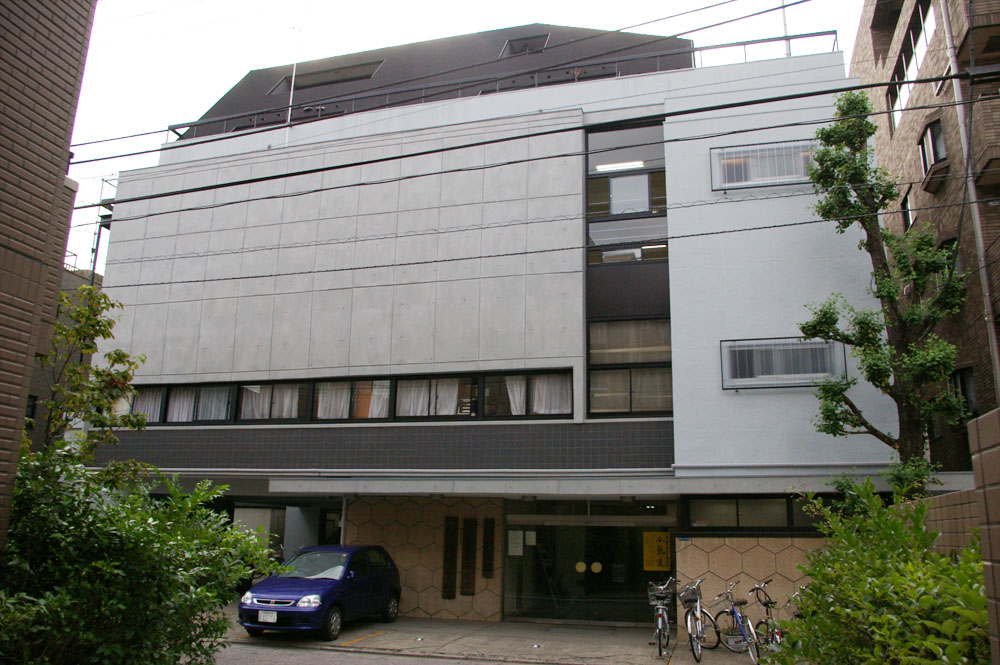
Aikikai hombu dojo i Tokyo.

Aikikai hombu dojo är aikidoorganisationen Aikikais högkvarter. Uttrycket syftar såväl på själva organisationens ledning som på dess mest centrala träningslokal, dojo, i Tokyo. Dojon öppnade i april 1931 av aikidons grundare Morihei Ueshiba under namnet Kobukan och ligger kvar på samma adress, dock inte i den ursprungliga byggnaden som rivits och ersatts av en ny.